# Marcus Licinius Crassus
Marcus Licinius Crassus (115 př. n. l. – 53 př. n. l.) byl římský politik, vojevůdce a nejbohatší člověk v období úpadku římské republiky. Svůj majetek získal především za Sullovy diktatury díky proskripcím. V roce 60 př. n. l. uzavřel se svým dřívějším rivalem Gnaeem Pompeiem a Juliem Caesarem první triumvirát. Po roce 55 př. n. l. se stal prokonzulem v Sýrii, kde bojoval hlavně proti Parthům. Přes počáteční úspěchy, skončilo jeho tažení porážkou v
bitvě u Karrh

## Život

### Rodina
Marcus Licinius Crassus se narodil jako prostřední ze tří synů Publia Licinia Crassa Diva, konzula z roku 97 př. n. l. a censora v roce 89 př. n. l. Jeho starší bratr Publius zemřel krátce před vypuknutím spojenecké války, jeho otec a mladší bratr Gaius spáchali sebevraždu, aby unikli zajetí a popravě za občanské války v Římě mezi Gaiem Mariem a optimáty v lednu 87 př. n. l.
Dědem Marka Crassa byl Marcus Licinius Crassus Agelastus, praetor v roce 126 př. n. l. a blízký politický spojenec římského vojevůdce a státníka Scipiona Africana. Pocházel z linie, která sahá ke konzulovi a censorovi Publiu Liciniu Crassu Divovi, který se v roce 205 př. n. l. stal konzulem a od roku 212 př. n. l. až do své smrti 183 př. n. l. zároveň zastával i úřad nejvyššího velekněze.
Marcus Crassus a jeho bratři byli i přes rodinné bohatství a moc svého otce společně vychováváni v malém skromném domě. Podle zvyku žili dva starší bratři s rodiči a Markem Crassem i poté, co se oženili a měli děti.

### Počátky kariéry
Po reformách a náhlé smrti Gaia Maria nechal jeho spolukonzul Lucius Cornelius Cinna (Caesarův tchán) prohlásit římské senátory, kteří podporovali Sullu při jeho pochodu na Řím v roce 88 př. n. l., za nepřátele státu. Cinnova nařízení donutila Crassa utéct do Hispánie. Po Cinnově smrti roku 84 př. n. l. se Crassus přesunul do římské provincie Afrika, kde se mezitím shromažďovali Sullovi vypovězení přívrženci. Když se Sulla po návratu z války s Mithridatem vylodil v jižní Itálii, připojil se k němu Crassus i s Metellem Piem, dalším spojencem Sully. Mariovi přívrženci podpoření pomocnými oddíly Samnitů se 1. listopadu 82 př. n. l. střetli se Sullou před hradbami Říma v bitvě u Collinské brány. Crassus velel levému křídlu armády, dobytím brány a zničením samnitských jednotek prakticky zajistil Sullovi vítězství.

### Cesta k moci a bohatství
Crassus se snažil obnovit rodinné bohatství, které bylo zkonfiskováno během Mariových a Cinnových konzulátů. V tom mu značně pomohly Sullovy edikty, které nařizovaly vrátit Sullovým stoupencům jejich majetky na úkor Maria, Cinny a jejich přívrženců. Tato nařízení znamenala pro Sullovy politické nepřátele ztrátu majetku, a tedy i společenského postavení a vlivu. Například některým ženám bylo zakázáno se znovu vdát, aby byla zmařena naděje na obnovení bývalého postavení Sullových protivníků. Crassus získal část svého majetku zpět zabavováním majetku nepřátel, ale i lidí, které na konfiskační seznamy nechal zapsat čistě jen kvůli jejich bohatství.
Zbytek svého majetku nabyl běžným způsobem: obchodem s otroky, výnosem stříbrných dolů a chytře nakoupenými pozemky i domy. Vyhlášená byla jeho ochota kupovat hořící domy. Když se Crassus dozvěděl, že je nějaký dům v plamenech, koupil ještě hořící budovu a okolní domy za směšnou cenu, a potom rozkázal své malé armádě služebnictva o 500 členech, aby uhasili oheň, dřív než udělá ještě větší škody. Crassovo jmění zaznamenané historikem Pliniem činilo zhruba 200 milionů sesterciů.
Po obnovení svého majetku se Crassus zaměřil na politiku. Jako stoupenec Sully, nejbohatší člověk v Římě a muž, jehož předkové byli konzulové a praetoři, měl Crassus ke své politické kariéře skvělé předpoklady. I přes svá vojenská vítězství však stál ve stínu Pompeia, který na diktátora Sullu neustálele naléhal, aby mu udělil pocty za vítězství v Africe nad skupinou zbylých Mariových přívrženců. Třebaže Pompeius tehdy nebyl ani praetor (ze stejného důvodu nebyly v roce 206 př. n. l. přiděleny vojenské pocty ani velkému vojevůdci Scipionovi Africanovi, který Římu získal celou provincii Hispánii), Sulla mu posléze triumf povolil.

### Crassus a Spartakus
Crassus stoupal na politickém žebříčku velmi rychle díky dvěma válečným konfliktům – třetí válce s pontským králem Mithridem a Spartakově povstání, což byla organizovaná dvouletá válka (od léta 73 do jara 71 př. n. l.) římských otroků pod vedením Spartaka. V odpověď na první nebezpečí byl poslán zkušený římský vojevůdce Lucius Licinius Lucullus a konzul v roce 74 př. n. l. aby porazil Mithridata, krátce následován svým bratrem Varrem Lucullem, konzulem v roce 73 př. n. l. Mezitím Pompeius bojoval bez nějakých větších úspěchů v Hispánii proti Quintu Sertoriovi, poslednímu vojevůdci Gaia Maria, a uspěl teprve tehdy, když byl Sertorius jedním ze svých velitelů zákeřně zavražděn.
Senát nebral povstání otroků vůbec vážně až do té doby, kdy bylo několik římských legií armádou otroků poraženo a jejich velitelé zabiti v bitvě či zajati, a kdy se v nebezpečí ocitl i samotný Řím. Crassus Senátu nabídl, že na své vlastní náklady vybaví, vycvičí a povede vlastní vojáky. Zpočátku měl problémy s předvídáním protivníkových kroků i se slabou morálkou vojska. Poté, co po jedné srážce část jeho armády utekla z bitvy a nechala za sebou své zbraně, nařídil u provinilých legií starý a v té době již nepoužívaný zvyk decimace – nechal popravit každého desátého muže. Zbytek armády musel tomuto potrestání přihlížet.
Podle historika Appiána pak morálka a bojovný duch vojáků prudce stouply, neboť jim jejich velitel ukázal, že je nebezpečnější než nepřítel.
Spartakus se ke konci roku 72 př. n. l. stáhl do Bruttia na jihozápadě Itálie, čehož Crassus využil a pokusil se ho odříznout 300 stadií dlouhým příkopem a palisádou v nejužším místě poloostrova od moře k moři. I přes tak mohutnou překážku se za jedné noci v prudké sněhové bouři podařilo Spartakovi i s armádou probít.
Po nějakém čase byly římské armády (vedené Pompeiem a Varrem Lucullem) povolány zpět do Itálie na pomoc Crassovi. Spartakus se tedy rozhodl vyprovokovat rozhodující bitvu s Crassem co nejdříve, než aby byl později sevřen v obklíčení tří armád. V této poslední bitvě nad řekou Silarus dosáhl Crassus rozhodného vítězství, pobil 60 000 otroků a zajal jich více než 6 000. Během bojů se ho osobně Spartakus pokusil zabít, rozsévaje smrt cestou k němu, podařilo se mu ale zneškodnit pouze dva centuriony, kteří Crassa chránili. Je pravděpodobné, že Spartakus sám byl v bitvě zabit, ale jeho tělo se nikdy nenašlo. Všech 6 000 zajatých otroků bylo na Crassův rozkaz ukřižováno podél Via Appia. I poté, co zemřeli, byla jejich těla ponechána, aby hnila na křížích podél hlavní římské cesty na jih. Toto Crassovo gesto bylo zamýšleno jako výstraha každému, kdo by se chtěl v budoucnu vzbouřit proti římské nadvládě.

### Pozdější kariéra
Crassus definitivně ukončil Spartakovo povstání na jaře roku 71 př. n. l., jeho politický rival Pompeius mu ale přebral palmu vítězství dopisem, v němž Senátu oznámil, že Crassus stěží porazil jen nějaké otroky, zatímco on vyhrál válku se Sertoriem. Senát přiznal Crassovi jen ovaci, což byla nižší pocta než triumf, i přestože odvrácení hrozby Římu, jeho majetku a životům římských občanů zasluhovalo mnohem víc. Výsledkem této roztržky bylo Crassovo vzrůstající nepřátelství vůči Pompeiovi.
Nicméně Senát se obával moci obou vojevůdců, jejichž popularita a vliv značně vzrostly, a choval se k nim rezervovaně, což nakonec Crassa i Pompeia dovedlo k alespoň politickému spojenectví a oba se nechali roku 70 př. n. l. společně zvolit za konzuly. Aby si zvýšil svoji popularitu mezi lidem, využil Crassus své jmění a před volbami nakoupil a věnoval každé rodině dávku obilí, která postačila na 3 měsíce. Spolu s Pompeiem postupně odstranili konzervativní Sullovu ústavu – zákonem Lex Pompeia de tribunicia potestate plně restituovali tribunát (včetně práva veta), jehož moc Sulla potlačil k bezvýznamnosti, obnovili náplň úřadu censora a k obsazování soudních porot opět připustili jezdecký stav (equites). Tím značně omezili vliv Senátu.
V roce 65 př. n. l. byl Crassus zvolen censorem zároveň s dalším konzervativcem Quintem Lutatiem Catulem Capitolinem (synem konzula stejného jména z roku 102 př. n. l.). Během této dekády byl Crassus patronem Caesara a sponzoroval jeho úspěšnou kampaň na úřad nejvyššího velekněze. Caesarova vyjednávání mezi Crassem a Pompeiem dala vzniknout v roce 60 př. n. l. koalici známé jako první triumvirát. Ten byl po pěti letech v roce 56 př. n. l. znovu upevněn na schůzce všech triumvirů v toskánské Luce a vydržel až do Crassovy smrti. Výsledkem jejich dohody byla Crassova a Pompeiova kandidatura na konzulát na rok 55 př. n. l. a prodloužení Caesarovy správy Galie o dalších pět let.

### Bitva u Karrh a Crassova smrt
Po dohodě triumvirů si Crassus nechal do správy přidělit provincii Sýrii s okolními zeměmi, protože měl v úmyslu zahájit válku s Parthií, o které se domníval, že bude snadná. Do Sýrie odcestoval na počátku roku 54 př. n. l. a již záhy v ní oloupil o poklady chrámy v Hierapoli Bambyké a v Jeruzalémě a od obyvatelstva začal vymáhat peněžní dávky. Klíčovým okamžikem Crassovy válečné kariéry bylo překročení hraniční řeky Eufratu a vpád do Parthské říše. Crassus nezaútočil na Parthii jen z důvodu jejího obrovského bohatství, ale také aby se vyrovnal vojenským úspěchům svých dvou největších rivalů, Pompeia a Julia Caesara. Arménský král Artavazdes II. nabídl Crassovi pomoc o síle zhruba 40 000 vojáků (10 000 katafraktů a 30 000 pěšáků), pokud povede svoji invazi přes Arménii. Crassus odmítl a zvolil mnohem přímější, a tudíž kratší cestu přes Eufrat. Mimo jiné spoléhal na podporu řeckých a polořeckých měst na Eufratu a Tigridu, které toužily svrhnout parthskou nadvládu a poddat se Římu. Jeho legie však byly 9. června 53 př. n. l. poraženy v bitvě u Karrh početně mnohonásobně slabším parthským vojskem. Sedm Crassových legií bylo víceméně složeno pouze z pěchoty, dále měl jen 4 000 jezdců a 4 000 prakovníků. Římské vojsko nebylo připraveno na nepřátelskou taktiku rychlých útoků jízdy a lučištníků, v nichž byly parthské jednotky velmi zběhlé, a kterou později s velkými úspěchy použil Čingischán. Parthové se na svých rychlých koních dostávali na dostřel, vystřelili déšť šípů na Crassovy vojáky, stáhli se a znovu zaútočili. Byli také schopni střílet, když se stahovali, což ještě zvyšovalo jejich efektivitu. Většina římských legionářů padla, aniž by se s partskými vojáky dostali do kontaktu, se zbylými si poradila lehká parthská jízda. Crassus zamítl plán svého quaestora Gaia Cassia Longina, aby Římané vytvořili bitevní linii a zůstali v želvích formacích, protože – mylně – předpokládal, že Parthům musí někdy dojít šípy.
Naprosto deprimovaní Crassovi muži jej žádali, aby jednal s Parthy, kteří mu mezitím nabídli jednání o příměří. Crassus, který byl zdrcen smrtí svého syna Publia v bitvě, souhlasil, že se sejde s nejvyšším parthským vojevůdcem Surenem. Ale když Crassus nasedl na koně poslaného parthským králem, aby vyjel do nepřátelského tábora na jednání, jeho mladší důstojník Octavius předpokládal možnou past, vzal Crassova koně za uzdu, čímž vyprovokoval náhlou potyčku s Parthy, v níž padli všichni římští důstojníci včetně Crassa. Z celé Crassovy armády se zachránilo asi 10 000 vojáků, s kterými se Cassius Longinus statečně probil zpět do Sýrie a následující dva roky ji jako proquestor bránil proti parthským nájezdům.
Plútarchův životopis Crassa uvádí příhodu po Crassově smrti, kdy byla během svatební hostiny Artavazdovy sestry a syna parthského krále a dědice Pakóra v Artašatu parthskému králi Oródovi II. přinesena Crassova uťatá hlava. Óródés právě sledoval představení Eurípidovy řecké tragédie Bakchantky a herec kočovné divadelní společnosti jménem Iásón z Trall v roli Agaué, která v šílenství rozsápala vlastního syna a nesla jeho hlavu na holi ovinutou břečťanem, použil jako rekvizitu Crassovu hlavu.

#### Hypotéza o zajatých Římanech
Americký sinolog Homer H. Dubs formuloval v roce 1941 hypotézu, že 17 let po porážce Crassových vojsk Parthy, byl Číňany zajat oddíl mužů, kteří používali typickou římskou vojenskou strategii. K jeho teorii se přiklonil i sovětský antropolog a etnolog Lev Gumiljov. Dubs si ve starých čínských kronikách všiml zmínky, že během bitvy u řeky Talas v roce 36 př. n. l. se armáda dynastie Chan vedená generálem Chen Tangem střetla s jednotkami Siungnuů, které používaly šupinovou formaci, což by hypoteticky mohlo znamenat římskou želví. Soudobý čínský historik Pan Ku tvrdil, že po boku jednotek Siungnuů bojovali běloši. Podle jeho popisu Číňané sice tyto vojáky zajali, ale byli tak ohromeni jejich odvahou a bojovými schopnostmi, že je začlenili do armády, aby bránili provincii Kan-su.
V rámci zkoumání této hypotézy odebrali genetici vzorky DNA, aby zjistili zda lidé v provincii Liqian nemají evropské předky, i když přiznávali, že je tu jen malá šance zjistit, zda to byli předci pocházející z Crassových vojáků. Přestože se potvrdilo, že část DNA obsahuje některé prvky typické pro evropské populace, další průzkum nebyl vzhledem k nedostatku důkazů možný. DNA testy tedy nepotvrdily hypotézu, že obyvatelé Liqianu jsou příbuznými Římanů, místo toho autoři studie prohlásili, že dnešní Liqianská populace je spíše podskupinou čínské populační většiny Chanů. Zajímavostí je, že při vykopávkách v této oblasti byly nalezeny římské mince a římská přílba s nápisem v čínštině.